# Ahmadabad-e Dasz Kasan
Ahmadabad-e Dasz Kasan – wieś w Iranie, w ostanie Azerbejdżan Zachodni, w szahrestanie Szahin Deż. W 2006 roku liczyła 67 mieszkańców.